# Heliophila namaquensis
Heliophila namaquensis är en korsblommig växtart som först beskrevs av Wessel Marais, och fick sitt nu gällande namn av Al-shehbaz och Mummenhoff. Heliophila namaquensis ingår i släktet solvänner, och familjen korsblommiga växter. Inga underarter finns listade i Catalogue of Life.